# Amonde
Amonde es una freguesia portuguesa del concelho de Viana do Castelo, con 6,04 km² de superficie y 344 habitantes (2001). Su densidad de población es de 57,0 hab/km².

## Galería

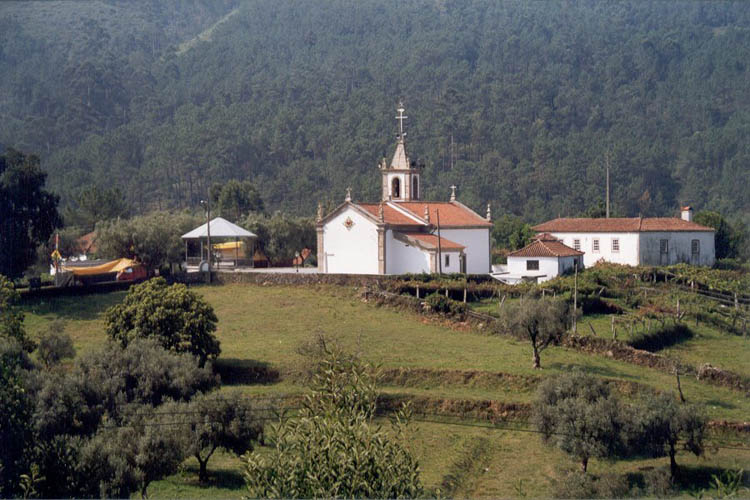
Iglesia de Amonde